# Nikolaus Lassota von Steblau
Nikolaus Lassota von Steblau (ur. ok. 1510 w Rokicie (Rokitsch), zm. 23 maja 1585 w Rudniku k. Raciborza) – kanclerz księstwa opolsko-raciborskiego w latach 1557–1583.
Syn Heinricha Lassoty von Rokitsch und Lenkau (Rokicie i Łąki Kozielskie). Został 6 lutego 1534 pasowany, razem ze swoimi braćmi Wenzlem i Georgiem, przez króla Ferdynanda I, na rycerza. W roku 1540/1541 sędzia ziemski w okręgu strzeleckim i sławięcickm. W 1555 radca cesarski, senior i sędzia ziemski w okręgu głogóweckim.
Poprzez ślub z Margarethą von Bees, od 1556 roku, właściciel wioski Blaschewitz (Błażejowice Dolne) w powiecie prudnickim, którą żona wniosła w małżeństwo w posagu.
Nikolaus Lassota wybudował (lub rozbudował) tu rezydencję (dwór szlachecki), po czym nosił nazwisko Lassota von Steblau auf Blaschewitz
W 1557 roku cesarz Ferdynand I wybrał Nikolausa Lassotę von Steblau auf Blaschewitz na kanclerza księstwa opolsko-raciborskiego.
W okresie kanclerstwa Lassoty zostały w księstwie opolsko-raciborskim wydane między innymi dwa szczególnie znaczne statuty; Die Roboth-Ordnung Kaiser Ferdinands als König von Böhmen für das Fürstentum Oppeln-Ratibor (Porządek pańszczyźniany cesarza Ferdynanda dla księstwa opolsko-raciborskiego) z 1559 roku, oraz Landes-Ordnung von Oppeln-Ratibor (Porządek ziemski księstwa opolsko-raciborskiego) z 1562 roku, regulujące poprzez ponad dwa i pół następnych wieków warunki i stosunki społeczeństwa wiejskiego wobec panów ziemskich, a w skutku utrwalające system feudalny, bazujący przede wszystkim na robociźnie i utracie wolności chłopów na korzyść szlachty.
W roku 1561 nabył od wdowy Kathariny Janikowskiej wieś Schreibersdorf (Pisarzowice, pow. prudnicki). W latach 1561/1562 dzierżawił sąsiadującą z Pisarzowicami wioskę Kerpen (Kierpień).
W latach 1564–1576 sprawował dodatkowo władzę nad położonym na północy Górnego Śląska państewkiem lublinieckim, do którego należało 12 wiosek.
Według urbarza opolskiego z roku 1566, posiadał on w owym czasie również posesje w stolicy księstwa na placu oraz na rynku. W 1566 roku Nikolaus Lassota von Steblau auf Blaschewitz dowodził górnośląskim rycerstwem, wśród którego znajdowali się również jego krewni Johann, Samson, Sebastian i Samuel Lassota, w bitwie pod Raab/Győr na Węgrzech, przeciw sułtanowi Suleimanowi.
Zmarł 23 maja 1585 w położonych na północ od Raciborza Rudnikach. Został on pochowany w Schreibersdorf (Pisarzowicach), w wybudowanym przez siebie w 1580 roku kościele pod wezwaniem św. Michała Archanioła. Jego następcą został Wenzel Schelicha von Rzuchow